# Bolacothrips
Bolacothrips (лат.) — род трипсов из семейства Thripidae (Thysanoptera).

## Распространение
Это род Старого Света, виды которого обитают в различных более теплых районах этого региона, от Южной Европы до Африки, Индии, Японии и Австралии.

## Описание
Мелкие насекомые с четырьмя бахромчатыми крыльями. Самка макроптерная или микроптерная. Голова почти такой же длины, как ширина, удлинена перед глазами; нижнечелюстные пальпы 2- или 3-сегментные; глаза без пигментных фасеток; глазные волоски I отсутствуют; волоски III латеральнее переднего глазка и удлиненные; шесть пар заднеглазничных волосков, волоски II заднее этого ряда волосков. Антенны 7-сегментные, сегмент I без парных дорсо-апикальных волосков, III и IV с простыми конусами чувств; III—VI с микротрихиями на обеих поверхностях. Пронотум с двумя парами длинных постероангулярных волосков; одна пара переднекраевых волосков обычно хорошо развита; три пары заднекраевых волосков. Мезонотум со срединной парой волосков далеко от заднего края; присутствует кампановидная сенсилла. Метанотум с узкими анастомозирующими полосами; срединная пара волосков далеко от переднего края; кампановидные сенсиллы отсутствуют. Первая жилка переднего крыла обычно с неравномерно расположенным рядом волосков или без длинного промежутка в ряду волосков, вторая жилка со многими волосками, расположенными равномерно; клавус с пятью жилковыми волосками и одним дискальным волоском; реснички задней бахромки волнистые. Мезостернум с полным стерноплевральным швом; эндофурка со спинулой. Метастернальная эндофурка без спинулы. Лапки 2-сегментные. Тергиты без заднемаргинального краспеда; V—VIII с парными ктенидиями; VIII с ктенидиями после дыхальцев; VIII с гребнем, представленным несколькими микротрихиями латерально; IX с хорошо развитыми MD волосками; X с полным срединным раздвоением. Стерниты II—VII с 2—10 дискальными волосками, без заднемаргинального краспеда; стерниты III—VII с тремя парами заднемаргинальных волосков, II с двумя или тремя парами; латеротергиты без дискальных волосков. Самцы сходны с самками; стерниты III—VII каждый с поперечной поровой пластинкой. Размножается только на видах семейства Злаки, предположительно на листьях, но специфичность на уровне рода не зарегистрирована.

## Классификация
Включает около 12 видов из семейства Thripidae. В подсемействе Thripinae относится к родовой группе Thrips, но в отличие от других её видов с подобными брюшными ктенидиями сенсорные конусы на сегментах усиков III и IV простые, а не вильчатые.
- Bolacothrips africanus Faure, 1942
- Bolacothrips bicolor Ananthakrishnan, 1960
- Bolacothrips continuus (Karny, 1925)
- Bolacothrips evittatus (Sakimura, 1958)
- Bolacothrips eximius  (zur Strassen, 1993)
- Bolacothrips faurei  Bhatti, 1983
- Bolacothrips graminis  (Priesner, 1930). (Bolacidothrips)
- Bolacothrips indicus  (Ananthakrishnan, 1966)
- Bolacothrips jordani Uzel, 1895
- Bolacothrips kobusi  (Deventer, 1906)
- Bolacothrips pulcher  (Girault, 1929)
- Bolacothrips striatopennatus  (Schmutz, 1913). (Thrips)
- Bolacothrips yasuakii  Masumoto & Okajima, 2002